# Головна вулиця (Херсонес)

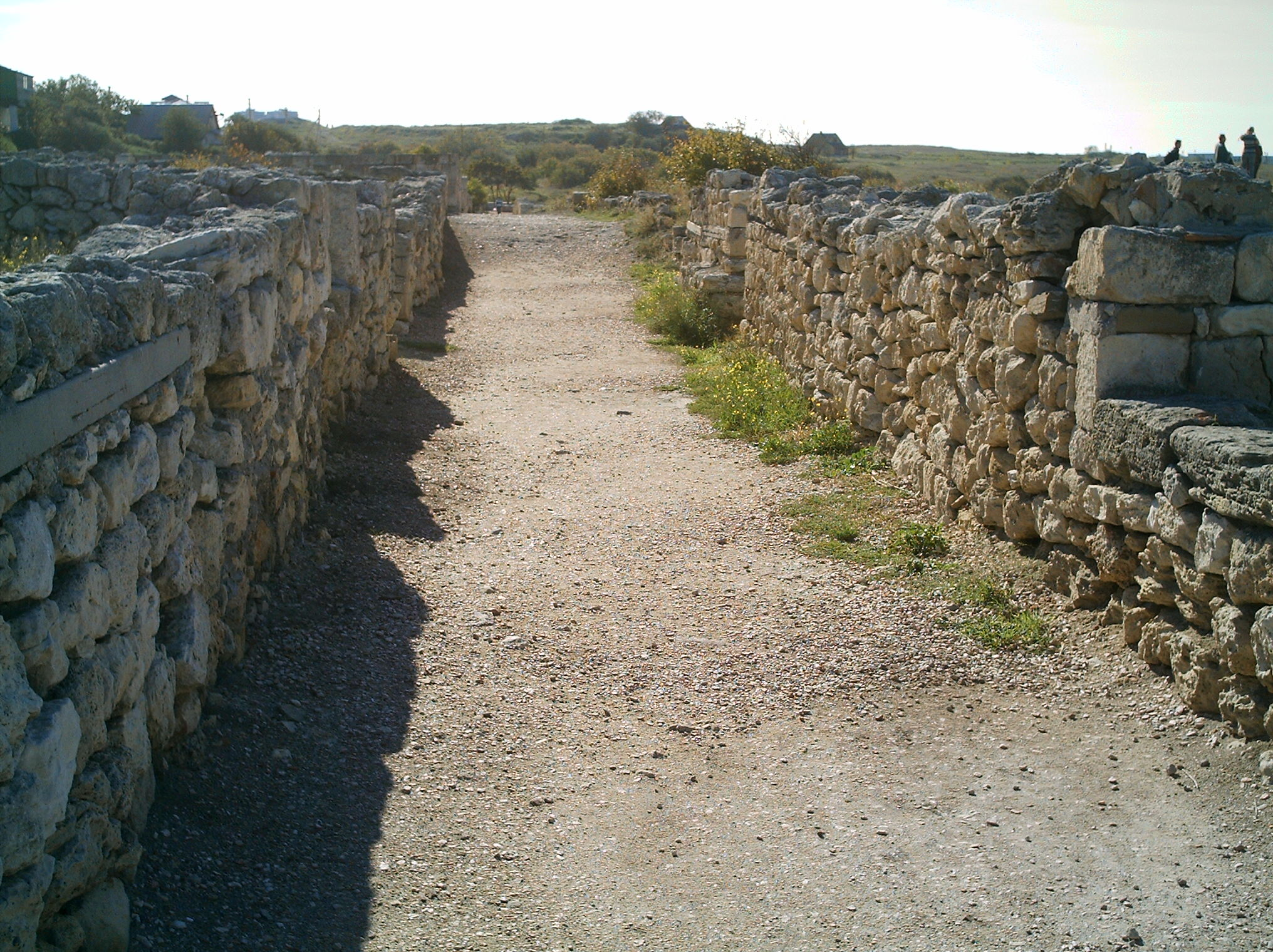

Головна вулиця — умовна назва закладеної в античні часи великої вулиці в місті Херсонес Таврійський, що виходить на центральну площу, де зараз розташований Володимирський собор і була знайдена стела з Присягою громадян Херсонесу.

## Короткий опис
Головна вулиця Херсонеса пролягала з південного заходу на північний схід, від головної міської брами до фортечного муру на обривистій стрілці мису. Ширина центральної вулиці, як і ширина інших поздовжніх вулиць, сягала близько 6,5 м. Поперечні вулиці були 4,5 м завширшки. Довжина становила близько 900 м.
У прямокутних кварталах впритул один до одного стояли три-чотири будинки із внутрішніми дворами-андронами, обернені до вулиць глухими стінами і високими огорожами. Міське життя в Херсонесі відбувалося на головній площі - агорі, тоді як вулиці мали більше приватний характер.
Всього обабіч вулиці розташовувалися 14 житлових кварталів, однакових за площею. Кожен квартал складався як правило з чотирьох будинків. Часом весь квартал займав лише один будинок-садиба, що належав заможному городянинові.
Головна вулиця починалася від входу у північно-східний храм в північній частині городища біля його оборонних споруд зі сторони входу в бухту і порт, й закінчувалася виходом у південній частині оборонних споруд. В північній і центральній частинах городища уздовж головної вулиці  досі добре видно регулярне планування міста, що збереглося майже без змін з елліністичного часу.